# Nishi-ku (Niigata)

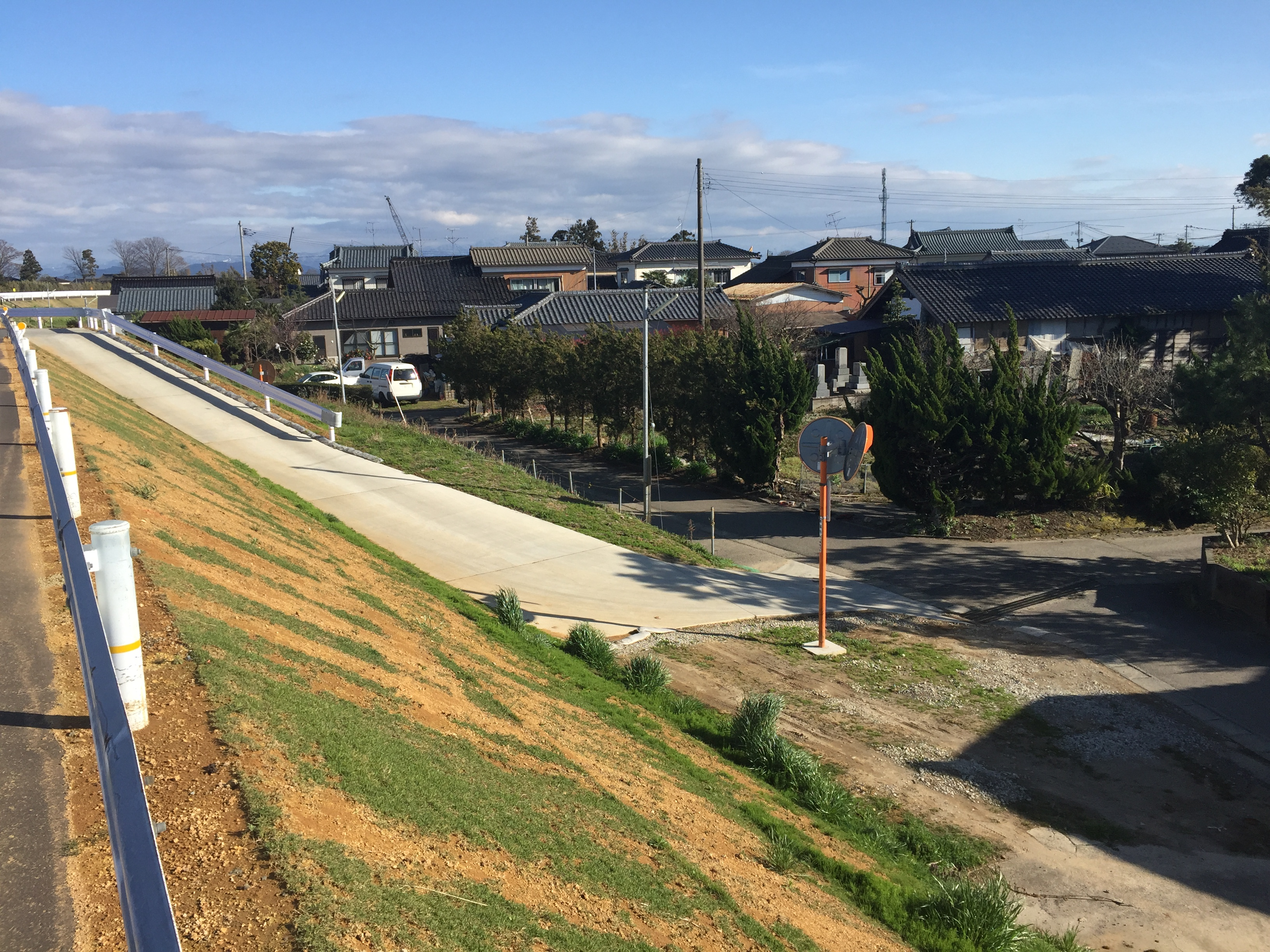
Vue de l'arrondissement.

Pour les articles homonymes, voir Nishi-ku.
Nishi (西区, Nishi-ku) est l'un des huit arrondissements de la ville de Niigata au Japon. Il est situé au nord-ouest de la ville, au bord de la mer du Japon.

## Histoire
L'arrondissement a été créé en 2007 lorsque Niigata est devenue une ville désignée par ordonnance gouvernementale.

## Démographie
En 2016, sa population est de 162 664 habitants pour une superficie de 94,09 km2, ce qui fait une densité de population de 1 730 hab./km2.

## Transport publics
L'arrondissement est desservi par la ligne Echigo de la JR East.